# Cryptomonas lundii
Cryptomonas lundii – gatunek słodkowodnych kryptomonad.

## Budowa
W momencie opisania znane były tylko komórki kampylomorficzne (nieznane kryptomorficzne). Są one spłaszczone grzbieto-brzusznie, zaokrąglone na obu końcach. W widoku od strony brzusznej owalne. O długości 19–30 μm, szerokości 12–16 μm i grubości 11–15 μm. Chloroplast zbudowany z dwóch płatów, skręcony w prawą stronę (w widoku od czubka komórki), bez pirenoidów. Gardziel dość szeroka i zakrzywiona. Jak większość kryptomonad wyposażone w dwie wici, ciałka Maupas, wodniczkę tętniącą i ejektosomy (trichocysty).

## Opis taksonomiczny
Gatunek opisali w 2003 r. Kerstin Hoef-Emden i Michael Melkonian na podstawie analiz niezidentyfikowanych wcześniej szczepów hodowanych w kolekcji glonów Instytutu Botaniki Uniwersytetu Kolońskiego. Holotypem wyznaczono preparat o kodzie CRYP.H.001 wykonany z osobników szczepu M0850, który pochodził od osobników pobranych w 1991 r. ze stawu w ogrodzie instytutu. Staw ten jest w związku z tym uznany za miejsce typowe. Nazwa gatunkowa upamiętnia Johna Lunda, który w 1942 r. prawdopodobnie pierwszy opisał przedstawicieli tego gatunku, nie wyodrębniając jednak nowego gatunku i pozostając przy określeniu Cryptomonas "B" . 

## Ekologia
Glon słodkowodny. Potwierdzone jest występowanie w nielicznych miejscach w Europie. Zidentyfikowany także w kilku hodowlach.